# Linia kolejowa nr 877
Linia kolejowa nr 877 – jednotorowa, zelektryfikowana linia kolejowa znaczenia miejscowego, łącząca posterunek odgałęźny Radlin Obszary ze stacją techniczną Radlin Marcel.
Linia umożliwia eksploatację Kopalni Węgla Kamiennego Marcel przez pociągi towarowe jadące z kierunku Rybnika Towarowego.

## Galeria

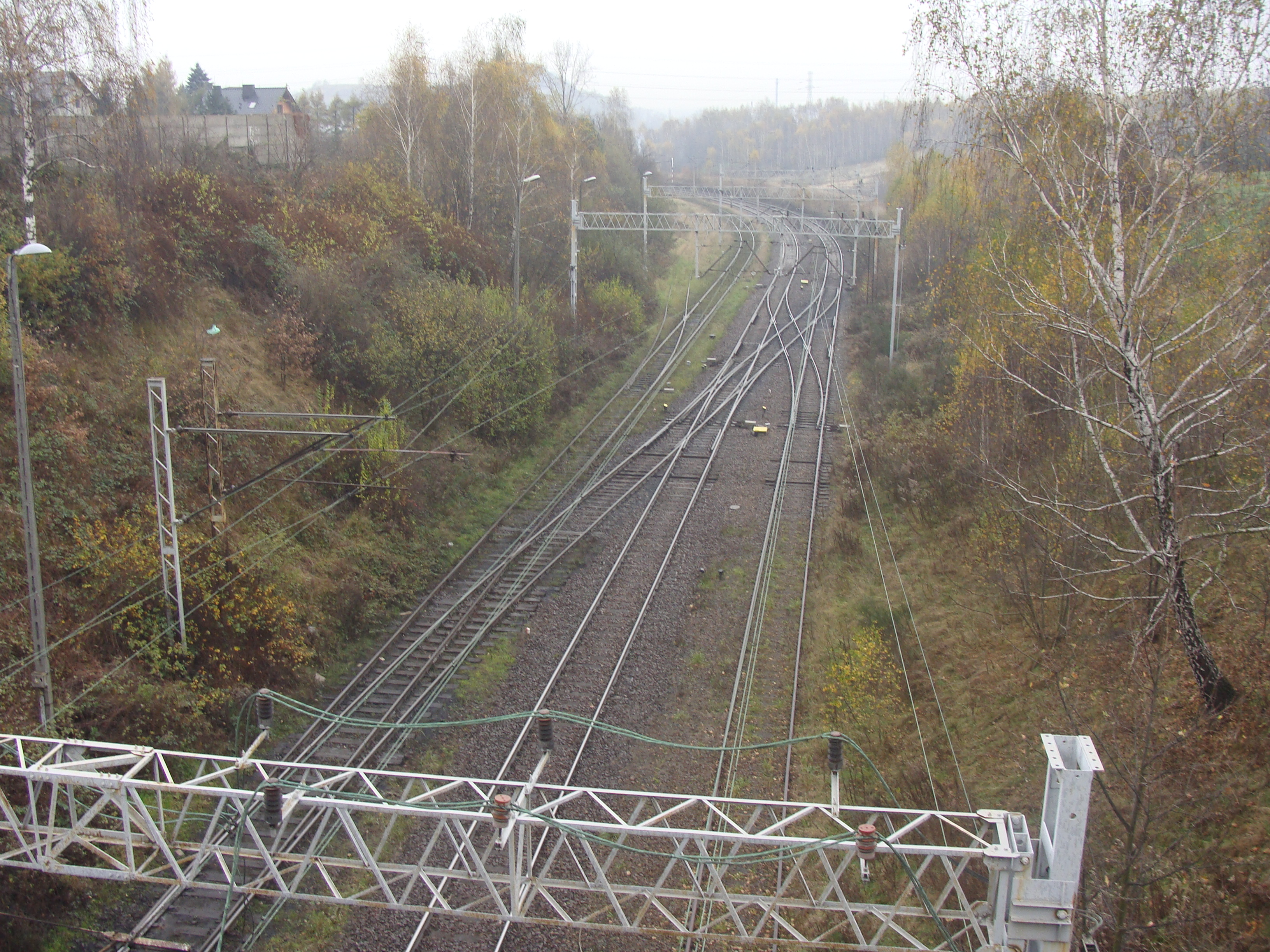
Posterunek Radlin Obszary. Widok w stronę Rybnika